# Colorado (album, Neil Young)
Colorado je studiové album kanadského hudebníka Neila Younga, které nahrál ve spolupráci s kapelou Crazy Horse. Vydáno bylo 25. října 2019 společností Reprise Records. Jde o Youngovo první album s Crazy Horse od roku 2012, kdy vydali desku Psychedelic Pill. Crazy Horse mezi tím opustil kytarista Frank Sampedro, kterého nahradil Nils Lofgren (ten s kapelou hrál již na Youngově albu Tonight's the Night z roku 1975 a i na dalších Youngových albech). Album se původně mělo jmenovat Pink Moon. Spolu s Youngem desku produkoval jeho dlouholetý spolupracovník John Hanlon.

## Seznam skladeb
Autorem všech skladeb je Neil Young.
1. Think of Me – 3:02
2. She Showed Me Love – 13:36
3. Olden Days – 4:04
4. Help Me Lose My Mind – 4:14
5. Green Is Blue – 3:48
6. Shut It Down – 3:43
7. Milky Way – 5:59
8. Eternity – 2:43
9. Rainbow of Colors – 3:35
10. I Do – 5:37

## Obsazení
- Neil Young – zpěv, kytara, klavír, harmonika
- Nils Lofgren – kytara, klavír, harmonium, zpěv
- Billy Talbot – baskytara, zpěv
- Ralph Molina – bicí, zpěv